# Tyczyn
Tyczyn è un comune urbano-rurale polacco del distretto di Rzeszów, nel voivodato della Precarpazia.
Ricopre una superficie di 82,44 km² e nel 2006 contava 16 474 abitanti.